# Centrale de Longannet
La centrale de Longannet était une centrale thermique alimentée au charbon située en Écosse en Royaume-Uni.
Elle a été mise à l’arrêt en mars 2016.